# Departamento de Salud de Arizona
El Departamento de Salud de Arizona (Arizona Department of Health Services, ADHS) es una agencia de Arizona. Tiene su sede en Downtown Phoenix. La agencia proporciona servicios de salud y programas de prevención.